# Wąwóz Harcerzy

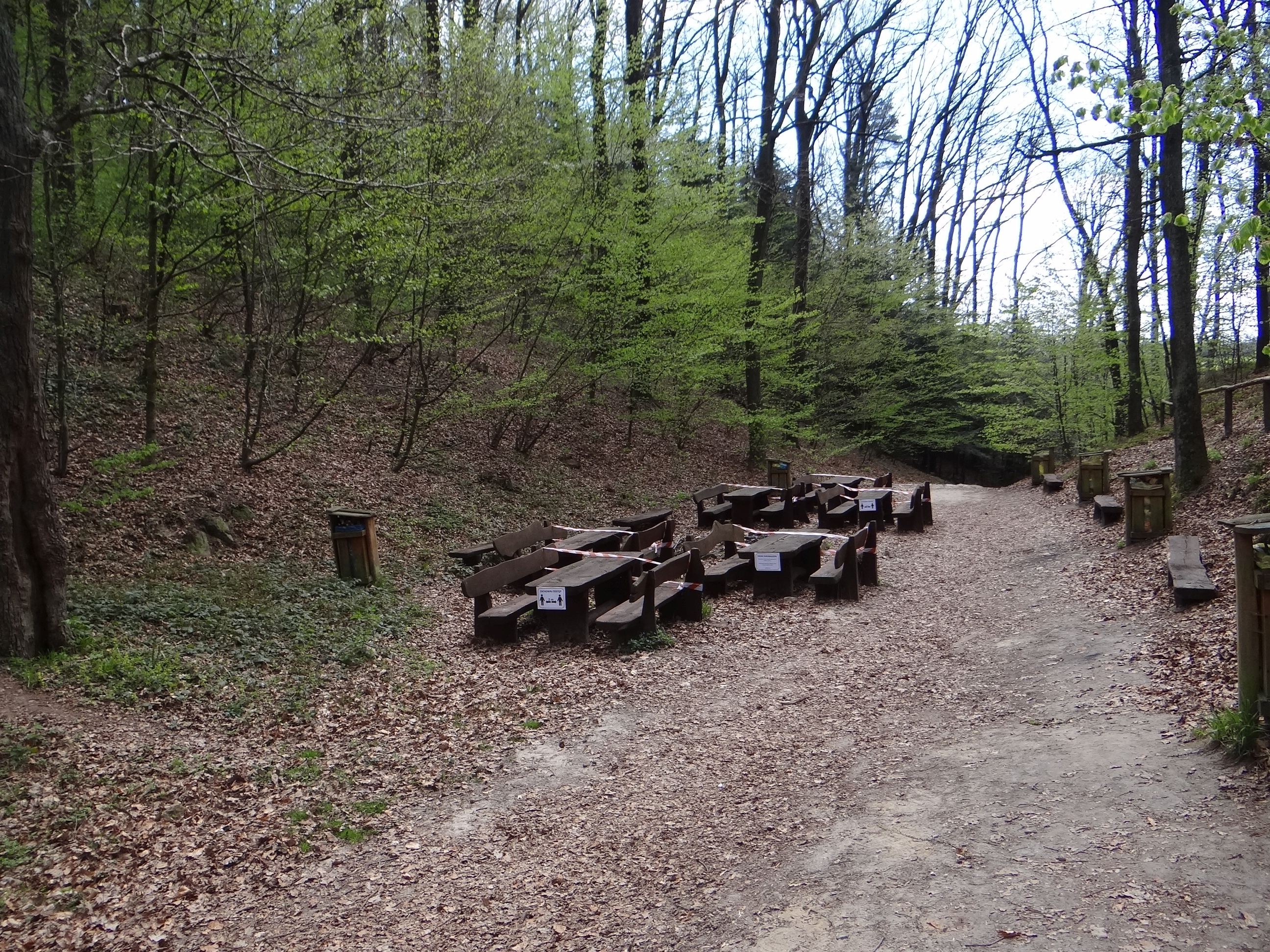
Polanka Harcerzy

Wąwóz Harcerzy – wąwóz wcinający się w południowo-zachodnie zbocza wzniesienia Skała na Pogórzu Ciężkowickim. Opada w kierunku południowo-zachodnim do doliny rzeki Białej i ma wylot tuż po prawej stronie skały Grunwald. Wąwóz znajduje się w obrębie rezerwatu przyrody Skamieniałe Miasto i  przebiega przez niego znakowany szlak turystyczny. W obrębie wąwozu jest niewielka polanka, na której dawniej rozbijali namioty harcerze. Od tego pochodzi nazwa polanki oraz wąwozu. Obecnie na polance znajdują się ławy i stoły dla turystów zwiedzających Skamieniałe Miasto.